# Sozialer Aufstieg
Sozialer Aufstieg bezeichnet den Wechsel der Zugehörigkeit einer Person(engruppe) zu einer sozialen Schicht, Einkommensgruppe oder Qualifikationsstufe zu einer höhergestellten sozialen Gruppe, Schicht oder Klasse, verbunden mit höherem sozialem Status. Das Gegenteil ist sozialer Abstieg. Auf- und Abstieg sind Formen von vertikaler sozialer Mobilität innerhalb einer Gesellschaft – im Unterschied zur horizontalen Mobilität, bei der sich bestimmte sozial relevante Faktoren verändern (zum Beispiel der Arbeitsplatz), ohne dass dies Auswirkungen auf die Schichtzugehörigkeit hat.

## Varianten
Sozialer Aufstieg kann sich im Verlauf von Generationen vollziehen oder auch bei der Karriere einer Einzelperson. Ein typischer Fall des sozialen Aufstiegs ist der Zwei-Generationen-Aufstieg über einen Plattformberuf.
Sozialer Aufstieg oder Abstieg kann auch ganze Berufsgruppen betreffen, wenn ihre wirtschaftliche oder kulturelle Grundlage sich verbessert oder verloren geht. Auch Einwanderer suchen in der Regel den sozialen Aufstieg, was oft auf den Umstand zurückzuführen ist, dass Einwanderer häufig auf sehr niedrigem Niveau in die aufnehmende Gesellschaft eingegliedert werden, so dass sich ein starkes Bedürfnis nach einer Verbesserung des eigenen sozialen Status entwickelt.

## Geschichte
Im Mittelalter waren die Möglichkeiten zu einem sozialen Aufstieg gering und am ehesten noch in Kirche und Klerus gegeben. Gesellschaftliche Stellung übertrug sich in der Ständeordnung meist durch Erbfolge, was zu fast unüberwindlichen Standesgrenzen führte. Dies begann sich mit der Französischen Revolution zu ändern. Im 19. Jahrhundert waren der Erwerb von Adelstiteln oder der Hoffähigkeit beim Bürgertum sehr begehrt. Die Einführung der Gewerbefreiheit brach die Schranken des Zunftwesens und ermöglichte manchen den materiellen Aufstieg. Der Parvenü, der durch Kleidung, Geld, Titel seinen sozialen Aufstieg signalisierte, wurde allerdings oft gering geschätzt. Zumindest im deutschen Sprachgebiet einigte man sich auf Bildung als wichtiges Statusmerkmal („Geistesadel“).

## Gegenwart
In modernen Gesellschaften geht der soziale Aufstieg oftmals mit einem Bildungsaufstieg einher. Nach wie vor wird jedoch dieser Aufstieg durch Bildungsbenachteiligungen gebremst und selbst bei höchster Ausbildung (Promotion) bleibt der Aufstieg in die Elite noch abhängig von der sozialen Herkunft.
Aufstiege fehlen in Gesellschaften mit strenger Hierarchie oder Kastenwesen wie in Indien.

### USA
Nach der Studie Understanding Mobility in America des Ökonomen Tom Hertz von der American University ist die soziale Mobilität in den USA deutlich geringer als in den meisten europäischen Ländern. Wer arm ist, bleibt in aller Regel arm. Wer in der unteren sozialen Schicht geboren wird, hat seinen Untersuchungen nach kaum eine Chance aufzusteigen. Daher ist der Mythos, dass jeder alles erreichen kann, wenn er sich nur richtig anstrenge, für die weniger Begabten und sozial Benachteiligten eher ein Fluch: Er suggeriert, dass alle Armen und Bedürftigen an ihrer Situation selbst schuld sind.

### Deutschland
In Deutschland ist die Vorstellung vom sozialen Aufstieg ebenso verbreitet, allerdings ist die soziale Mobilität in Deutschland seit den 1980ern gesunken und nur noch vergleichsweise gering (zuvor hatte sie sich in der Nachkriegszeit bis 1978 erhöht). Laut einem Beitrag von France 24 aus 2018 ist es eine „Sackgasse“ in Deutschland in Armut aufzuwachsen. In höchstens 16 % der Haushalte schaffen es Kinder sich aus der Armut ihres Elternhauses zu befreien.

## Narrative
Narrative des sozialen Aufstiegs gehen häufig von der Prämisse einer meritokratischen Gesellschaft und dem damit verbundenen Leistungsprinzip aus. Die Erkenntnisse der Elitenforschung weisen jedoch darauf hin, dass nicht die individuelle Leistung, sondern die soziale Herkunft ausschlaggebend für den sozialen Aufstieg ist. Die Soziologin Arlie Hochschild kommt sogar zu dem Schluss, dass die Narrative des sozialen Aufstiegs so wirkmächtig sind, dass sie – wie in den von ihr untersuchten USA – eine nationale Tiefengeschichte bilden.

### Vom Tellerwäscher zum Millionär
Die Redewendung Vom Tellerwäscher zum Millionär bezeichnet den Aufstieg einer Person von der Armut hinauf zum Reichtum. Damit verbunden ist das Narrativ vom Aufstieg durch Entbehrungen und harte Arbeit. Es ist ein verbreiteter Archetyp in der Literatur und der Popkultur (siehe American Dream). In der englischen Sprache existiert mit “from rags to riches” (deutsch: „von Lumpen zu Reichtümern“) eine ähnliche Redewendung und selbst die lateinische Sprache brachte bereits ein „per aspera ad astra“ hervor. Diese Handlungsmuster geben dem Armen die Hoffnung, reich und berühmt werden zu können. Sie sind am verbreitetsten in Gesellschaften wie den USA, wo der Glaube an die Chance des sozialen Aufstieges in eine andere soziale Schicht einen entscheidenden Teil des Nationalbewusstseins ausmacht.

### Selfmademan
Die Bezeichnung „Selfmademan“ (self-made man „selbst gemachter Mann“) ist in den USA entstanden und beschreibt eine Person (auch als Idealvorstellung), die sich aus einfachen oder ärmlichen Verhältnissen durch eigene Kraft und viel Arbeit zu Erfolg, Wohlstand und Ansehen in einen höheren Status „hocharbeitet“. Der Ausdruck self-made man wurde von Frederick Douglass (1818–1895) geprägt, der im Jahr 1859 eine Rede mit diesem Titel hielt. Darin gab er eine Definition des Selfmademan und erklärte, mit welchen Mitteln ein derartiger Aufstieg zu verwirklichen sei. In seiner Autobiografie A Narrative of the Life of Frederick Douglass, an American Slave schildert er sein Leben als einen Prototyp der rags to riches story. Als Sklave geboren, schaffte Douglass es durch harte Arbeit und einen unbeugsamen Willen, sich selbst zu befreien und zum berühmtesten Afroamerikaner seiner Zeit zu werden. Douglass hielt seine Self-made-man-Rede mehr als 50 Mal in den USA, Kanada und Großbritannien.
Die Vorstellung vom self-made man ist ein Kernstück des American Dream – ein Traum seit den Zeiten der ersten Einwanderer. Als Benjamin Franklin, einer der Gründerväter der USA, seine Autobiographie verfasste, gab er mit ihr eine Gebrauchsanleitung dafür, wie ein unbekannter Sohn eines Kerzendrehers zu einem wirtschaftlich äußerst erfolgreichen, hochangesehenen Mitglied der amerikanischen Gesellschaft werden konnte, indem er sich selbst eine neue Identität jenseits seiner angestammten sozialen Klasse schuf. Franklin konnte diesen Gedanken sprachfertig Ausdruck verleihen. Sein sozialer Aufstieg wurde von der Lebens- und Erfolgsgeschichte seines Zeitgenossen Johann Jakob Astor noch übertroffen, der den Aufstieg vom mittellosen Einwanderer zum ersten Multimillionär der USA schaffte.
Seit Anfang des 21. Jahrhunderts etablierte sich zunehmend das weibliche Pendant Selfmadewoman. So führt Forbes seit 2015 die Liste „America’s Richest Self-Made Women“ mit den 100 reichsten amerikanischen „Selfmadefrauen“, womit die erfolgreichsten Unternehmerinnen und Führungskräfte des Landes gemeint sind. 2021 waren darunter 26 Milliardärinnen.

## Sozialer Aufstieg als Thema in der Literatur
Sozialer Aufstieg ist ein häufiges Sujet in der Literatur. Ein einschlägiges Beispiel ist Ludwig Anzengrubers erzählerisches Hauptwerk, der Roman Der Sternsteinhof (Österreich 1884).